# Moclobemid
Moclobemid, systematischer Name 4-Chlor-N‐(2-morpholinoethyl)benzamid, ist ein Antidepressivum, aus der Klasse der reversiblen Monoaminoxidase-Hemmer.
Chemisch handelt es sich um eine kristalline Substanz, welche außer als freie Base auch als Hydrochlorid vorkommt. Moclobemid ist ein substituiertes Benzamid, das strukturelle Verwandtschaft mit Sulpirid und Remoxiprid zeigt.

## Indikationen
Die Indikation zum Einsatz von Moclobemid sind depressive Syndrome. Monoaminoxidase-Hemmer, einschließlich Moclobemid, haben sich in Studien als wirksam bei therapieresistenten Depressionen erwiesen. Die Studienlage ist jedoch begrenzt, und Moclobemid zeigt sich im Vergleich zu anderen Antidepressiva, insbesondere irreversiblen Monoaminoxidase-Hemmer, nicht durchgängig überlegen. Da Moclobemid nicht sedierend wirkt, ist es für die Behandlung bei gehemmter Depression, nicht aber bei agitierten oder suizidalen Patienten geeignet. Es ist in Deutschland, Österreich und der Schweiz auch zur Behandlung gegen soziale Phobie zugelassen.

## Wirkungen
Moclobemid ist ein weitgehend selektiver reversibler Inhibitor der Monoaminooxidase A, der die Monoaminoxidase B zu etwa 30 % reversibel hemmt (Schätzung anhand der Noradrenalin-Abbauprodukte MHPG und DHPG bei täglicher Gabe von 600 mg Moclobemid, MAO-A-Hemmung dabei etwa 50 %). Das bewirkt eine geringere Metabolisierung der Neurotransmitter Serotonin und Noradrenalin, ihre Konzentration nimmt zu, was zu einer Verbesserung von Stimmung und Antrieb bei Depressionen führen kann. Da Tyramin Moclobemid aus seiner Bindung an MAO A verdrängt (Reversibilität), gibt es unter Moclobemid bei Tyraminaufnahme mit der Nahrung keine Gefahr einer hypertensiven Krise, wie bei irreversiblen MAO-Hemmern (z. B. Tranylcypromin, Phenelzin). Laut Herstellerangaben sind daher keine speziellen Diätvorschriften zu beachten.
Moclobemid wirkt nicht sedierend und kaum anticholinerg. Die Wirksamkeit war in klinischen Studien mit der von tricyclischen Antidepressiva vergleichbar bei meist besserer Verträglichkeit. Vorteilhaft ist, dass Moclobemid eine große therapeutische Breite besitzt. Wenn auch irreversible MAO-Hemmer nach breitflächiger Studienlage als wesentlich potenter gelten, haben irreversible MAO-Hemmer (nach den Diäteinschränkungen) auch deutlich mehr Nebenwirkungen.

## Dosierung
Die initiale Tagesdosis von 300–450 mg wird auf mehrere Einzeldosen verteilt, eine spätere Reduktion der Tagesdosis ist möglich. Die maximale Dosierung liegt bei 600 mg.

## Pharmakokinetik
Nach peroraler Applikation wird Moclobemid nahezu vollständig aus dem Magen-Darm-Trakt resorbiert, wegen eines First-Pass-Effektes beträgt die Bioverfügbarkeit 50–80 %. Nach mehrfachen Applikation ist die systematische Bioverfügbarkeit höher (80 %) als nach Einmalgabe (60 %). Maximale Plasmakonzentrationen werden innerhalb von einer Stunde erreicht. Die Plasmaproteinbindung ist mit etwa 50 % eher gering. Das Verteilungsvolumen von Moclobemid beträgt aufgrund der lipophilen Eigenschaften 1,2 l/kg. Moclobemid wird fast vollständig metabolisiert, die Metabolite werden über die Niere ausgeschieden. Die Eliminationshalbwertszeit liegt zwischen einer und vier Stunden. Sie erhöht sich bei höherer Dosierung infolge von Sättigung der Metabolisierungswege. Moclobemid wird unter anderem über das Cytochrom-P450-2C19-Isoenzym metabolisiert.
Eingeschränkte Nierenfunktion erfordert keine Dosisanpassung, jedoch muss bei Leberversagen wegen des verringerten First-Pass-Effektes eine Dosisreduktion vorgenommen werden.

## Unerwünschte Wirkungen
Es wurden vorübergehende Schlafstörungen, Schwindel, Übelkeit, Mundtrockenheit und Kopfschmerzen beobachtet. In sehr seltenen Fällen traten Verwirrtheit, innere Unruhe und Erregung auf, die nach Absetzen wieder verschwanden. Selten wurden Hautreaktionen beobachtet, sehr selten Überempfindlichkeitsreaktionen, oft mit Ödembildung oder Dyspnoe, und in Einzelfällen sind Parästhesien beschrieben. Ein geringer Anstieg des Prolaktins im Plasma ist möglich.

## Wechselwirkungen
Eine Kombination mit Pethidin, Selegilin oder Dextromethorphan soll nicht erfolgen. Die Kombination mit Dextromethorphan kann zu schweren Störungen des Nervensystems führen. Bei Kombination mit serotonerg wirkenden Pharmaka kann in Einzelfällen Hyperthermie, Verwirrtheit, Hyperreflexie oder Myoklonie auftreten. Da Cimetidin die Metabolisierung von Moclobemid verzögert und so seine Wirkung verstärkt, ist bei gleichzeitiger Anwendung eine Dosisreduktion von Moclobemid auf 30–50 % erforderlich. Auch Opioide wie Tramadol oder Pethidin werden in ihrer Wirkung durch Moclobemid verstärkt und dürfen daher nicht gleichzeitig eingesetzt werden. Obwohl unter normalen Bedingungen Interaktionen mit Tyramin nicht zu erwarten sind, wird Patienten mit erhöhtem Blutdruck vorsorglich geraten, auf den Verzehr größerer Mengen besonders tyraminreicher Nahrungsmittel zu verzichten.

## Kontraindikationen
Da Moclobemid keine sedierenden Eigenschaften hat, sollen depressive Patienten, deren Hauptmerkmal Agitiertheit oder Erregtheit ist, das Präparat nicht oder nur in Kombination mit einem Sedativum erhalten. Die Anwendung soll nicht erfolgen bei Personen mit Verwirrtheitszuständen. Vorsicht ist geboten bei Patienten mit Thyreotoxikose oder Phäochromozytom wegen möglicher Auslösung hypertensiver Reaktionen. Mangels Erfahrung sollte auch eine Behandlung von Kindern sowie während Schwangerschaft und Stillzeit unterbleiben bzw. sorgfältig gegen mögliche Risiken für das ungeborene Kind abgewogen werden.
Patienten mit Suizidneigung sollen zu Beginn der Behandlung sorgfältig überwacht werden.

## Fahrtüchtigkeit
Es treten in der Regel keine negativen Auswirkungen auf das Reaktionsvermögen, die psychomotorische Leistung, die kognitive Funktion, die Aufmerksamkeit, oder auf sonstige für die Fahrtüchtigkeit relevanten Parameter auf. Auf individuelle Reaktionen sollte insbesondere zu Beginn der Behandlung geachtet werden. Von besonderer Bedeutung sind hierbei das gelegentliche Auftreten von Schwindel, Kopfschmerzen, sowie das sehr seltene Auftreten von Krampfanfällen.

## Fertigarzneimittel
Amira, Aurorix (D, A, CH), Clobemix, Depnil, Manerix